# Długie (gromada w powiecie rypińskim)
Długie – dawna gromada, czyli najmniejsza jednostka podziału terytorialnego Polskiej Rzeczypospolitej Ludowej w latach 1954–1972.
Gromady, z gromadzkimi radami narodowymi (GRN) jako organami władzy najniższego stopnia na wsi, funkcjonowały od reformy reorganizującej administrację wiejską przeprowadzonej jesienią 1954 do momentu ich zniesienia z dniem 1 stycznia 1973, tym samym wypierając organizację gminną w latach 1954–1972.
Gromadę Długie z siedzibą GRN w Długiem utworzono – jako jedną z 8759 gromad na obszarze Polski – w powiecie rypińskim w woj. bydgoskim, na mocy uchwały nr 24/10 WRN w Bydgoszczy z dnia 5 października 1954. W skład jednostki weszły obszary dotychczasowych gromad Długie i Czyżewo ze zniesionej gminy Strzygi w tymże powiecie. Dla gromady ustalono 17 członków gromadzkiej rady narodowej.
Gromadę zniesiono 31 grudnia 1961, a jej obszar włączono do gromad Starorypin (wieś Czyżewo), Wąpielsk (część wsi Długie – sołectwo od strony północnej z granicą przebiegającą wzdłuż strugi) i Strzygi (część wsi Długie – sołectwo od strony południowej z granicą przebiegającą wzdłuż strugi) w tymże powiecie.